# 魏應州
魏應州（1954年—），臺灣彰化縣福佬客家人，是台灣出身的企業家，頂新國際集團魏家四兄弟之老大，康師傅前董事長。

## 生平
魏應州父親魏和德將四兄弟的最後名皆取字為六劃，除四兄弟外，還有魏錦繡、魏娟娟、魏錦霓三姊妹。4歲時，父親創立頂新油脂加工廠，主營蓖麻油、棕櫚油等。正值壯年的父親在1978年去世，上有一姐未嫁、下有三個弟弟在當兵的魏應州，身兼父職撐起生計重擔，行事風格嚴肅而霸氣。25歲的他每天騎機車在彰化永靖奔波，四處借錢周轉，有時連貨款都難以付出，工廠慘遭法院查封。之後，魏應州在臺灣靠椰子油翻身。
1980年代末期，魏家四兄弟以1.5億新台幣到中國大陸投資，從1989年到1991年時間，在北京、濟南、秦皇島、通遼等地開辦了4家合資企業，因大陸市場消費者的購買力卻不足，本金也虧損過半，讓他們決定以魏應行的建議用泡麵作最後一搏。魏應州計畫要做泡麵時，統一集團泡麵已打進北京市場，全中國已有四五十家泡麵工廠。魏家作泡麵的公司之所以取名為“康師傅”，取其意為「有益健康」，另一方面是北京人逢人互稱“師傅”。1992年8月21日，魏應州在天津的高檔酒店召開經銷商訂貨大會，經試吃後經銷商皆讚不絕口，卻無任何訂單。兩個月後，訂單如雪片般飛來，供不應求，頂新魏家的發達之路就此開始。
在1998年時頂新集團陸續返台投資，併購味全。
2003年10月，康師傅台灣牛肉麵上市暨斗六新工廠落成，魏應州與時任總統陳水扁、雲林縣長張榮味一起品嚐牛肉麵及參觀生產線。陳水扁並稱讚魏家四兄弟持著台灣人特有勤、儉、打拚的刻苦精神。
可能是因為長期在大陸發展的緣故，過去魏應州曾給人行事低調、神秘的形象，回台灣購併味全時曾公開露面，很少在公開場合現身。2009年，魏應州娶媳婦，千人籌備一年，被譽為世紀婚禮。此後，頂新集團二董魏應交，四董魏應行等二代婚禮，均不低調。
2014年4月，與次子魏宏帆同台共同宣布成立台灣第1支正式職業化自行車隊-Team Gusto。
魏應州在整個家族中頗有影響力，三弟魏應充涉入2014年臺灣劣質豬油事件時，魏應州發表聲明稿指出，問題油事件造成消費者的疑慮不安，對不起社會大眾，也對不起投資股東與全體員工，他要求三董魏應充必須痛定思痛，虛心檢討問題發生的根本原因，坦然面對社會各界的批評指教。

## 财富
2020年，《福布斯》公佈的2020年台灣50大富豪，魏家四兄弟（魏應州、魏應交、魏應充、魏應行）合計淨資產達72億美元，排名第1 。